# 100 Demons
100 Demons é uma banda de Hardcore e Punk Rock de Waterbury, Connecticut. Sendo seus integrantes fãs de tatuagem, a banda tem o seu nome derivado de um livro de arte de tatuagens tradicionais japonesas. As letras da banda são voltadas para temas Agnósticos.

## Membros
- Pete Morcey – vocal
- Rich Rosa – bateria
- Jeremy Braddock – guitarra
- Rick Brayall – guitarra
- Erik Barrett – baixo

## Discografia
| Álbum                                                                                      |
| In the Eyes of the Lord - Lançado: 17 de outubro de 2000 - Gravadora: Good Life Recordings |
| 100 Demons - Lançado: 20 de novembro de 2004 - Gravadora: Deathwish INC.                   |